# Йоанис Парлярис
Йоанис Парлярис (на гръцки: Ιωάννης Παρλιάρης) е гръцки революционер, деец на гръцката въоръжена пропаганда в Македония.

## Биография
Роден е във втората половина на XIX век в халкидическото село Луково, тогава в Османската империя. Парлярис се включва в гръцката въоръжена пропаганда в Македония и първоначално е четник на Георгиос Цондос. След това създава своя собствена въоръжена група, състояща се от 12 души, която действа в района на Кушница. Ликвидират българския войвода Атанас. След това се завръща в Халкидика и е действа срещу албанските банди. При Агиос Продромос успява да разбие голяма албанска банда.
По време на Балканската война през октомври 1912 г. посещава каймакама на Полигирос по съвет на митрополит Ириней Касандрийски и успява да го убеди, че в Холомондас над Полигирос са се събрали големи гръцки андартски чети, готови за атака. Предава му и съвета на митрополита да отстъпи към Солун. Каймакаминът се вслушва и османските части се оттеглят към Солун и така на 12 октомври 1912 година Халкидика пада безкръвно в гръцки ръце.